# Victoria (El Salvador)
Victoria es un distrito del municipio Cabañas Este del departamento de Cabañas, El Salvador. Tiene una población estimada de 10.953 habitantes para el año 2024.

## Historia
El nombre original del paraje donde se establecería la localidad de Victoria era Chocaique, y con este apelativo se constituyó una aldea a finales del siglo XVIII. Para 1807 habitaban allí unas 158 personas. El 12 de junio de 1824 se incorporó como municipio del departamento de San Vicente. El 10 de marzo de 1847, a iniciativa de uno de los representantes del distrito de Sensuntepeque, fue cambiado el nombre del pueblo por considerarlo "mal sonante", y se optó por el de "Victoria", en honor al político y militar mexicano Guadalupe Victoria.
El 10 de febrero de 1873, Victoria pasó a formar parte de Cabañas, y el 10 de febrero de 1879, le fue otorgado el título de villa. Para 1890, la población tenía unos 4.741 habitantes.

## Información general
El distrito cubre un área de 146,95 km² y la cabecera tiene una altitud de 860 m s. n. m. Las fiestas patronales se celebran en el mes de noviembre en honor a la Virgen de la Victoria. El topónimo Lenca salvadoreño Chocaique significa "Pueblo Blanco" o "Pueblo del Mimbral".

## Religión
| Religión en Victoria (2022) | Religión en Victoria (2022) | Religión en Victoria (2022) | Religión en Victoria (2022) | Religión en Victoria (2022) |
| --------------------------- | --------------------------- | --------------------------- | --------------------------- | --------------------------- |
| Religión                    | Religión                    |                             | Porcentaje                  | Porcentaje                  |
| Catolicismo                 | Catolicismo                 |                             | 81 %                        | 81 %                        |
| Protestantismo              | Protestantismo              |                             | 10 %                        | 10 %                        |
| Sin Religión                | Sin Religión                |                             | 6 %                         | 6 %                         |
| Otras religiones            | Otras religiones            |                             | 1 %                         | 1 %                         |